# Álvaro Ojeda Sacaluga
Álvaro José Ojeda Sacaluga (Jerez de la Frontera, 26 de octubre de 1980) es un periodista, reportero, tertuliano y youtuber español, conocido por la controversia que generan sus videos, sus declaraciones altisonantes y sus posiciones políticas. Actualmente trabaja como colaborador en Cofrademanía, un programa de una TV local de Jerez de la Frontera.
Considera a Gibraltar como parte del territorio español y es un firme partidario de la anexión del mismo por parte de España, llegando a ser retenido por las autoridades del territorio en una ocasión.

## Biografía

### Carrera profesional
Ojeda comenzó su carrera periodística en la radio, concretamente en la Cadena COPE en Jerez y Cádiz en el año 2002. A partir de 2006 fichó por Radio Marca y de vez en cuando aparecía en programas de televisión en Marca TV y La Sexta. Desde entonces el deporte ha sido uno de sus grandes temas como periodista, mostrando un gran apoyo a la Selección de fútbol de España y al Real Madrid Club de Fútbol. A su vez, este apoyo le sirvió para criticar al Fútbol Club Barcelona, del que dijo en varias ocasiones que era un club que mezclaba el fútbol y la política.
Otra de sus pasiones son las cofradías y las procesiones. De hecho, desde 2005 posee una página web dedicada a la Semana Santa.
A partir de 2014 crea su propia página en YouTube adquiriendo gran popularidad en poco tiempo. Su canal sobre todo está dedicado al humor, realizando sátiras de cualquier tema. 
En 2015 tuvo su propia sección diaria en Radio Marca, además de colaborar en Onda Jerez TV, en La goleada de 13 TV y en Canal Sur.
Desde 2016 forma parte del equipo de OK Diario, y desde entonces en sus vídeos se ha centrado más en la crítica deportiva y política, enfrentándose sobre todo al partido político Podemos, con el que estaba en desacuerdo en muchas cosas. Desde que está en este nuevo diario también es conocido como Álvaro OKjeda. Además, también ha escrito un libro, junto a Eduardo Inda, titulado España con dos cojones, un libro en el defiende sus posturas propias del nacionalismo español, todo ello marcado por un tono humorístico.
En ese mismo año el portavoz de Izquierda Unida en el Ayuntamiento de Sevilla, Daniel González Rojas, denunció a Ojeda por censurarle en un vídeo, solicitando la retirada del vídeo, sus disculpas, una pena de tres meses con una cuota diaria de 15 euros y 1000 euros como responsabilidad civil. Finalmente la juez Elvira Alberola Mateos concretó que el vídeo no contenía provocación, absolviendo entonces a Ojeda. La denuncia se originó debido a que el portavoz publicó en la red social Twitter imágenes religiosas definiéndolas como «muñecos». En septiembre de 2016 denunció al youtuber Wismichu después de que Álvaro Ojeda hubiese criticado a los fans del videojuego Pokémon GO, a lo que el youtuber comentó «Álvaro Ojeda, voy a por ti», y este temió por su vida y por su integridad física y decidió denunciarle. Ojeda perdió la denuncia porque no era un delito de amenaza. Tras conocerse que Wismichu ganó el juicio, definió a Ojeda como «facha, manipulador, demagogo y, sobre todo, un tío que dice mucho carajo», y, además, que era «un experto en cagarla».
A lo largo de los últimos años es conocido por su pique con Cristóbal Soria por su marcado antimadridismo —todo lo contrario que Ojeda— y por sus críticas continuas al Real Madrid.
En 2017 volvió a recibir «denuncias» por incitación al odio por parte de los usuarios de Twitter debido a la humillación y a sus comentarios racistas realizados a varios extranjeros que visionaron la victoria del Fútbol Club Barcelona frente al Real Madrid en el clásico.
El 16 de diciembre de 2020 fue anunciado como nuevo periodista de Radio Marca, aunque llevaba desde octubre trabajando con ellos.

## Obras
- El mundo según Ojeda: Reflexión, método y aplicación
- España con dos cojones —junto con Eduardo Inda—.